# فريدريك سانديز
أنتوني فريدريك أوغسطس سانديز (بالإنجليزية: Frederick Sandys)‏ (1 مايو 1829 - 25 يونيو 1904)، المعروف عادة باسم فريدريك سانديز، كان رسامًا بريطانيًا، من رواد الحركة ما قبل الرفائيلية. كما كان مرتبطًا بمدرسة نورويتش للرسامين.

## السيرة الشخصية

### الدراسات الفنية
ولد فريدريك سانديز في نورويتش،  وتلقى أولى دروسه في الفن من والده أنتوني ساندز، الذي كان هو نفسه رسامًا. تظهر دراساته المبكرة أنه كان لديه موهبة طبيعية للرسم الدقيق. تلقى تعليمه في مدرسة نورويتش ثم التحق بمدرسة نورويتش للتصميم في عام 1846. في نفس العام وفي العام التالي تم الاعتراف بموهبته من قبل الجمعية الملكية للفنون.

### العلاقات الشخصية
تزوج سانديز من جورجيانا كريد، لكن هذا الزواج استمر ثلاث سنوات فقط، رغم أنهما لم ينفصلا أبدًا. كان على علاقة طويلة بالمرأة الرومانية كيومي جراي، التي جلست كعارضة له ولدى دانتي جابرييل روسيتي، وربما أيضًا لسيمون سليمان. كان هو وجراي لديهما ابنتان وولدان.
التقى سانديز بالممثلة ماري إيما جونز، عندما عماة كنموذج للوحته «مريم المجدلية»، المملوك الآن لمتحف قلعة نورويتش. تطورت العلاقة بين الاثنين؛ أصبح مخلصًا لها، واتخذها زوجةً له لبقية حياته. أنجبت عددًا كبيرًا من الأطفال، نشأ 10 منهم تحت اسم نيفيل ونجوا بعد وفاة سانديز. ظهرت في لوحات لسانديز مثل لوحة «ظل الحب» وعمله «مايسي الفخور»، المستوحى من ماري - لدرجة أنه صنع 11 نسخة من أللوحة على الأقل بحلول عام 1904.

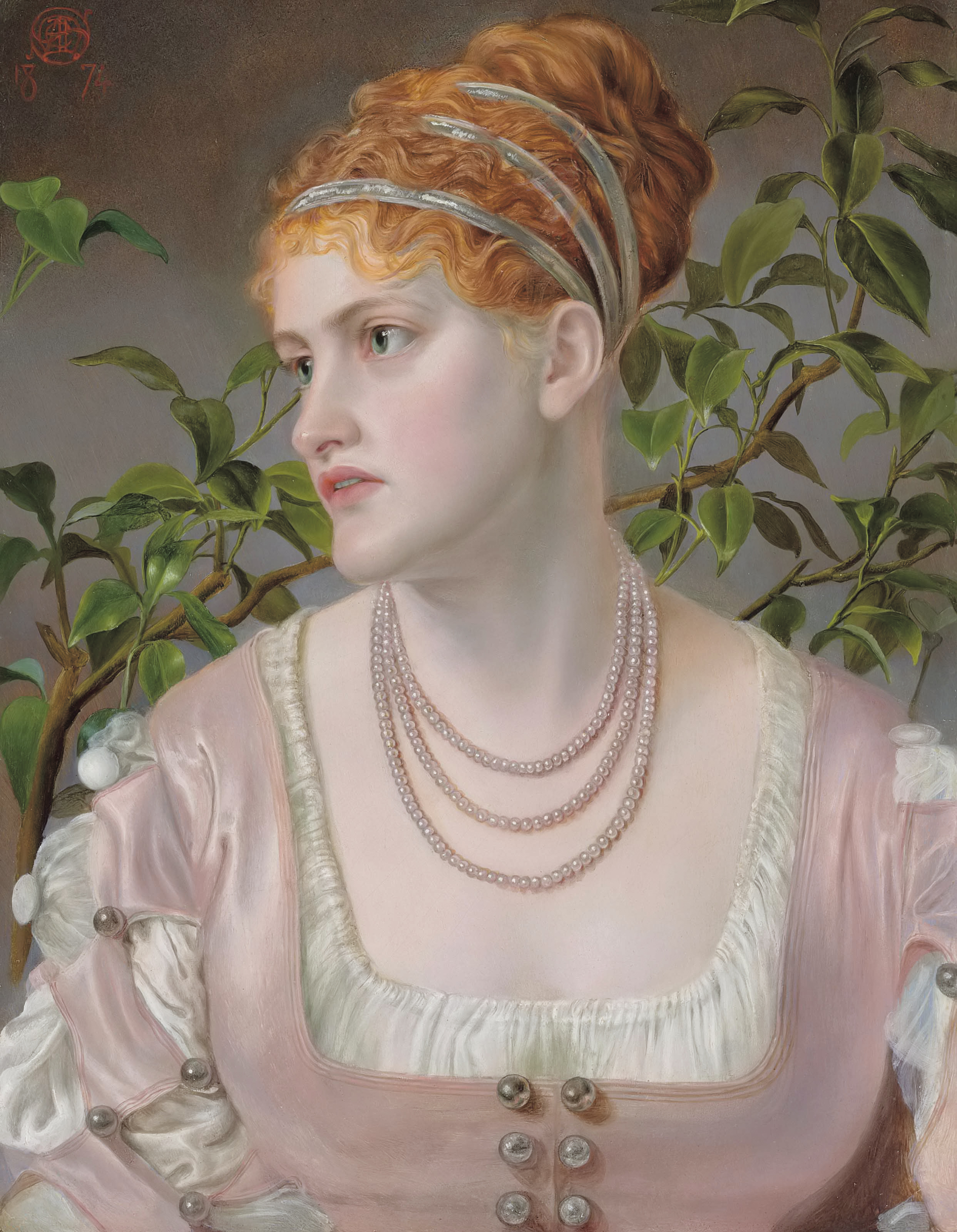
ماري إيما جونز ، بريشة إيما سانديز ، 1874

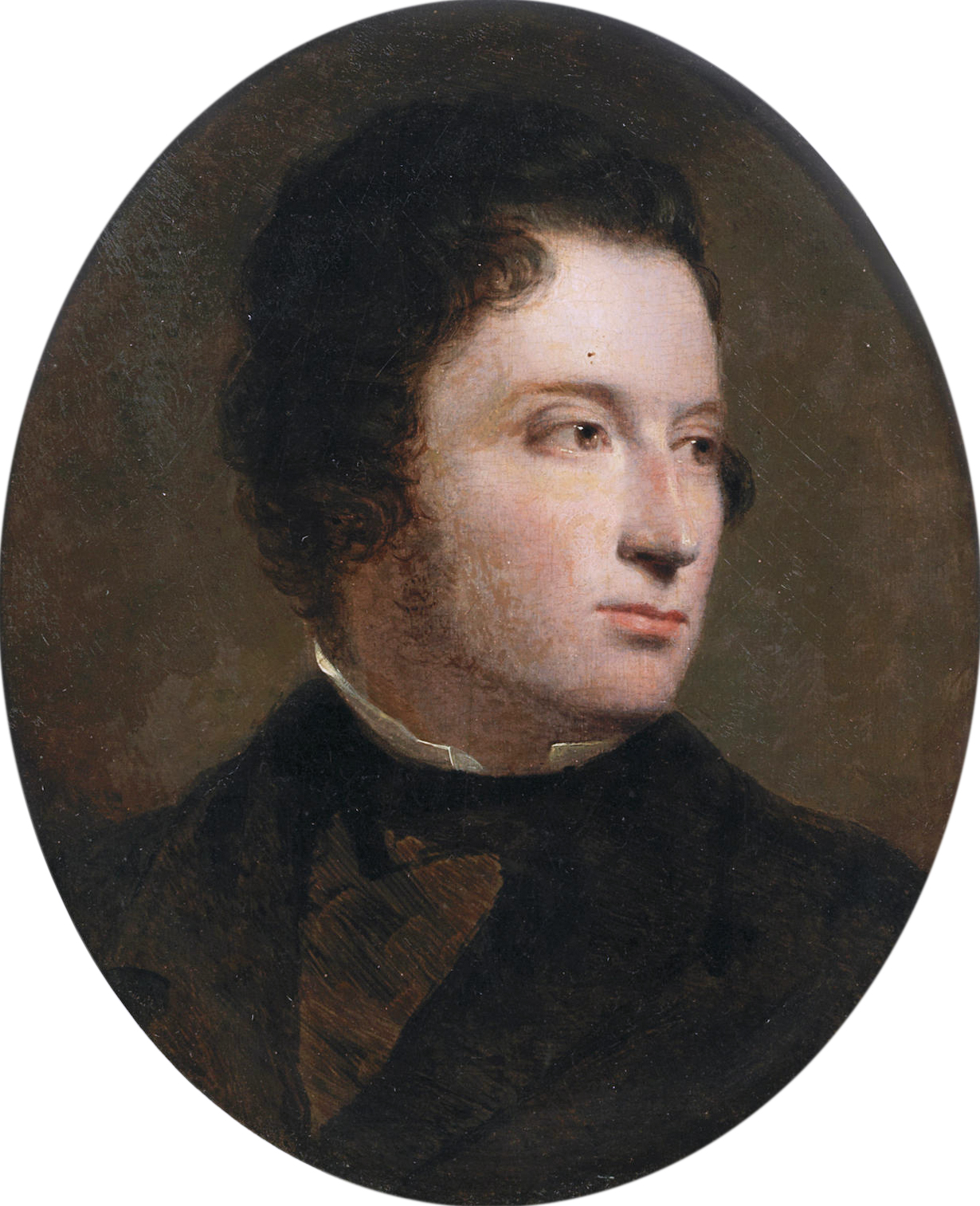
صورة أنتوني ساندز لابنه فريدريك سانديز 1849.

أثر سانديز على أخته الصغرى، إيما سانديز (1843-1877)، التي كانت أعمالها في الأساس صورًا لأطفال وشابات، غالبًا ما يرتدون ملابس من العصور الوسطى. توفي سانديز في كنسينغتون في غرب لندن عام 1904.

## الأعمال

### العمل في وقت مبكر

الكابوس 1857

أظهر سانديز مهارات رائعة كرسام، ولفت أنتباه الشارع الفني من خلال كتابه «الكابوس (1857)»، ساخرًا من الرسام جون إيفرت ميليه. قام رسام الكاريكاتير بتحويل لوحة ميليه «السير إيسومبراس في مخاضة» إلى حمار يضحك باسم «جي آر، أوكسون»، ويُفهم على أنه إشارة إلى الناقد الفني جون راسكن. كان ميليه نفسه جالسًا على الحمار، في شخصية الفارس، مع روسيتي وهولمان هانت ليحلوا محل الطفلين، أحدهما قبله والآخر خلفه. تسبب الرسم الكاريكاتوري، الذي تم إنتاجه باستخدام عملية الطباعة الحجرية الجديدة، في الكثير من الجدل حول الفنان، وفي النهاية قدم سانديز إلى مجتمع الفن في لندن.
أصبح روسيتي وسانديز صديقين مقربين، ومن مايو 1866 إلى يوليو 1867 ، عاش سانديز مع روسيتي في سن 16 عامًا، في تشيلسي. تأثرت أعمال سانديز بعمق بأعمال روسيتي. ركز بشكل أساسي على الموضوعات والصور الأسطورية.

### الرسومات والتوضيح

#### نقوش الخشب

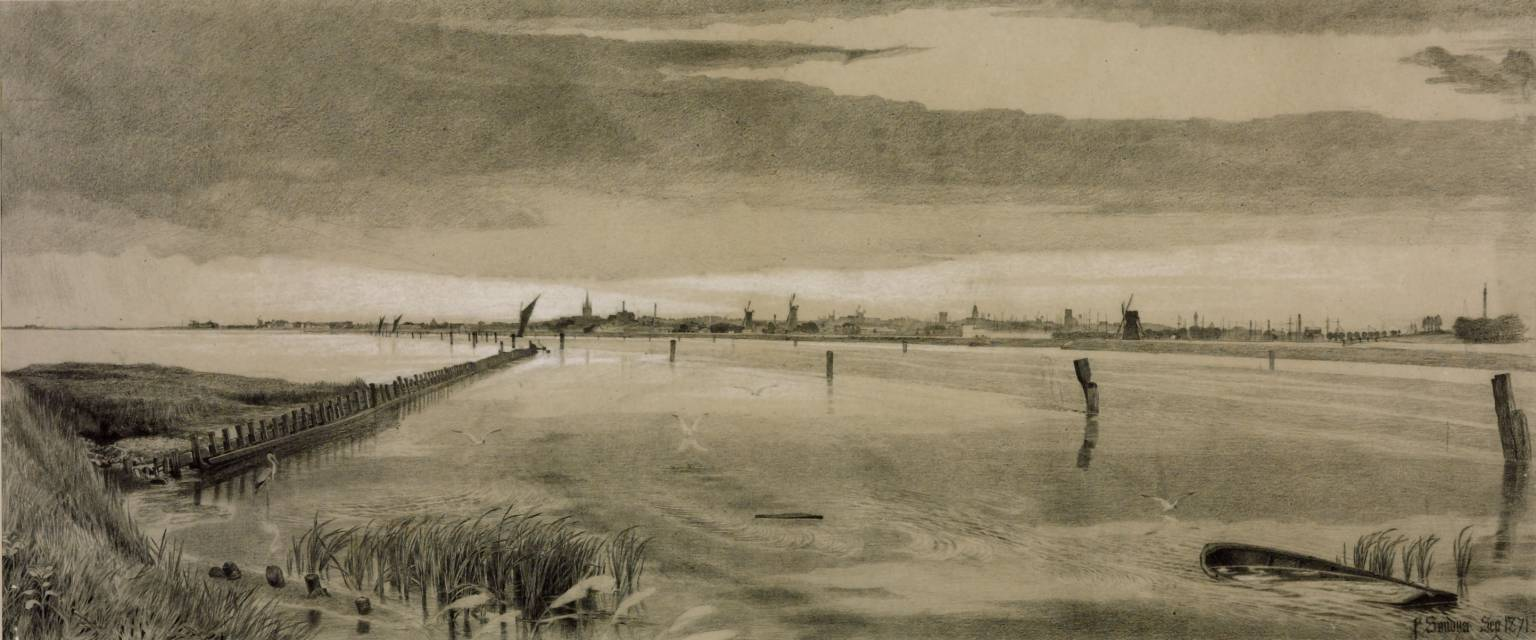
جريت يارموث وبريدون ووتر (1871)، تيت بريطانيا

ظهرت بعض المقدمات الأولى لتعاليم ما قبل الرفائيلية في المجلات، مثل «مجلة مرة في الأسبوع»، و«مجلة كورنهيل»، و«مجلة كلمات جيدة»، و «مجلة الاحد». بدأ سانديز الرسم في ستينيات القرن التاسع عشر لهذه المجلات وقد تأثر عمله بأسلوب فنانين مثل بألبريشت دورر وأمبروسيوس هولبين وألفريد ريثيل. صنع سانديز ما مجموعه 26 بين عامي 1859 و1866 ، لكن كل منها كان تمثيلًا رائعًا لهذا النوع، نقش بأمانة بواسطة نقاشين خشب محترفين، بما في ذلك الأخوان دالزيل وجوزيف سوين، وهم يستحقون حقيبة جامع الأعمال. لكي ينجح النقشون في نحت الرسوم التوضيحية المعقدة على الخشب، كان عليهم أن يبدأوا بتصميم مفصل وواضح من الفنان. كان لدى سانديز عين وموهبة في دقة التفاصيل، ونية لعكس الموضوع بدقة، وكشف في جودة أعماله، وهو مثير للإعجاب بنفس القدر لتفاصيله الفنية ووجهة نظره الخيالية.
يُعد عمل «وفاة الملك وولف» لسانديز مثالاً على قدرته على إنشاء رسومات تترجم جيدًا للنقوش. أشكال اللهب الدوامة، ومنحنى القارب، وشراعه، وملابس الملك التي تحيط به، تخلق إحساسًا بالحركة. النقطة المحورية هي رأس الملك المنحني. كان آخر نقش خشبي له حول موضوع «داناي في الغرفة النحاسية». تم نقشها من قبل سوين لمرة واحدة في الأسبوع ولكن تم منعها من قبل محرر النشر، على الرغم من حصول سانديز على دعم ناشري المجلة، على أساس أنها كانت حساسة للغاية.

رسم فقط في المجلات. لا يمكن تتبع الكتب التي رسمها. لذلك يجب البحث عن مهارته الرائعة في الرسم في المجلدات الدورية القديمة التي يتم اصطيادها الآن من قبل جامعي الكتب، أو في المنشورات وكتب الرسوم، مع الآيات المرفقة بها، والتي تم شرائها لـ الاستلقاء على طاولات غرفة الرسم لأولئك الذين لم يكن لديهم في الغالب أي فكرة عن قيمتها الحقيقية.

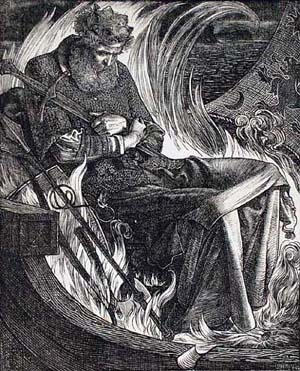
وفاة الملك وولف
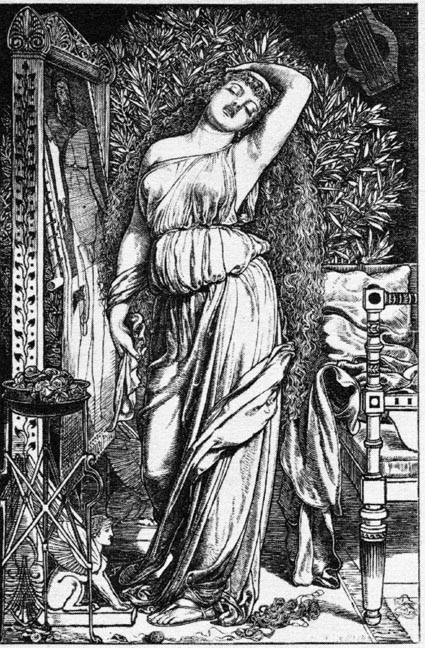
داناي في الغرفة النحاسية
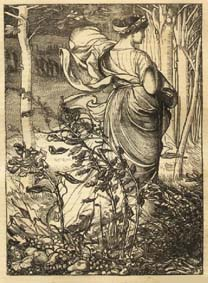

### رسومات الطباشير
قام بعمل عدد من الرسومات الطباشيرية لرجال أدباء مشهورين، بما في ذلك ألفريد تنيسون وروبرت براونينغ وماثيو أرنولد وجيمس راسل لويل.

### دراسات للرسم
تصور دراسة فيفيان عشيق سانديز، كيومي جراي، في دور فيفيان من قصيدة ألفريد تنيسون. في القصيدة فيفيان هي المرأة القاتلة في قصة الملك آرثر التي تستخدم مظهرها لإغواء مرلين لمعرفة أسراره. استخدم سانديز سابقًا حكايات من الملك آرثر كمصدر إلهام لعمله، مثل ابنة الملك بيليس. وقد انجذب إلى قصص النساء اللائي «يغوين الرجال ويوقعون في شركهن ويدمرون، مثل هيلين طروادة ومورجان لي فاي وميديا.» يصور سانديز فيفيان على أنها امرأة جميلة واثقة من نفسها. قد تشير التفاحة الموضوعة أمامها إلى قصة آدم وحواء.

تعد دراسة الخريف، التي تم إجراؤها في عام 1860 ، واحدة من العديد من الدراسات التي أجراها سانديز قبل رسم الخريف وتقدم دليلاً على مهارة سانديز كرسام. يلتقط التفاصيل الدقيقة، مثل زي الجندي والنباتات والزهور. تشبه الدراسة إلى حد كبير اللوحة النهائية، فيما عدا أن جرة الزنجبيل موجودة في المقدمة.

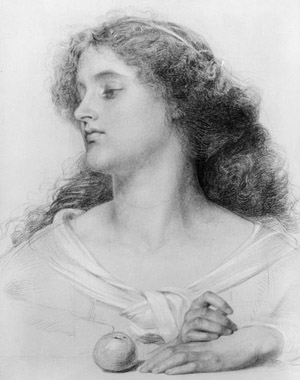
دراسة فيفيان
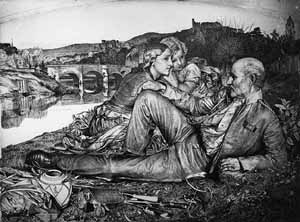
دراسة الخريف
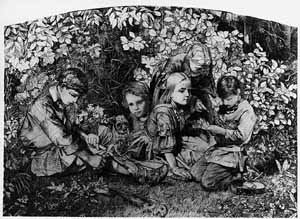

## لوحات

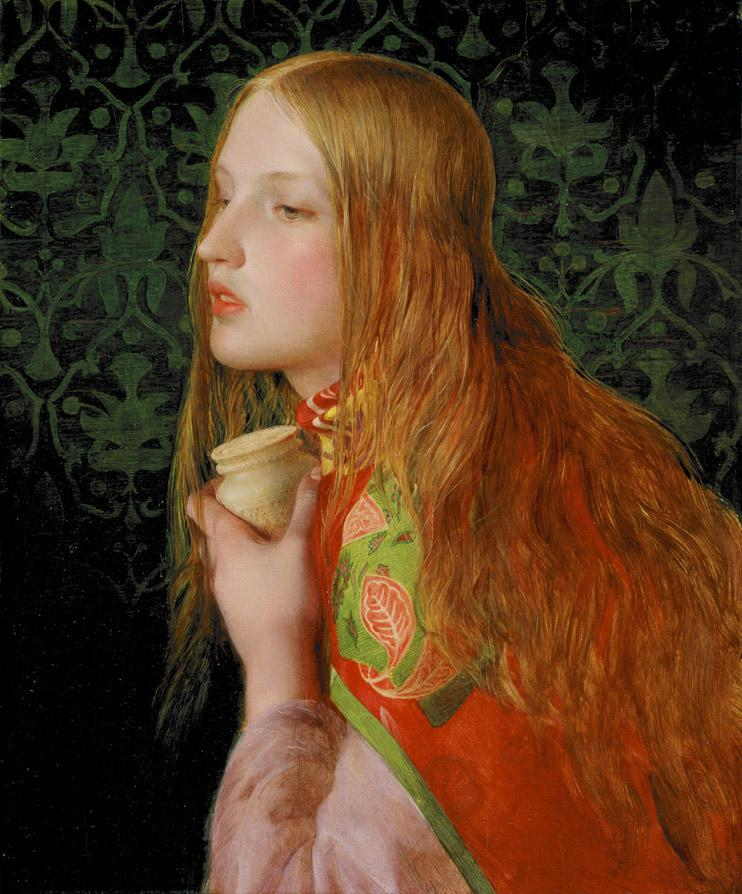
مَرْيَمُ الْمَجْدَلِيَّةَ بريشة فريدريك سانديز رسمها ما بين 1858-1860. متحف ديلاوير للفنون. ويلمنغتون (ديلاوير)

في أوائل ستينيات القرن التاسع عشر بدأ في عرض اللوحات التي وضعت ختم شهرته. أشهرها فيفيان (1863)، مورجان لو فاي (1864)، كاساندرا وميديا (1868). لم يصبح سانديز رسامًا مشهورًا. لقد رسم القليل، وكان التأثير المهيمن على فنه هو التأثير الذي تمارسه المفاهيم السامية للقوة المأساوية. كان يسمو على أغلب أعماله شدة قاتمة وجمال شبه صارم رفعه بعيدًا عن الذوق السائد للجمهور.

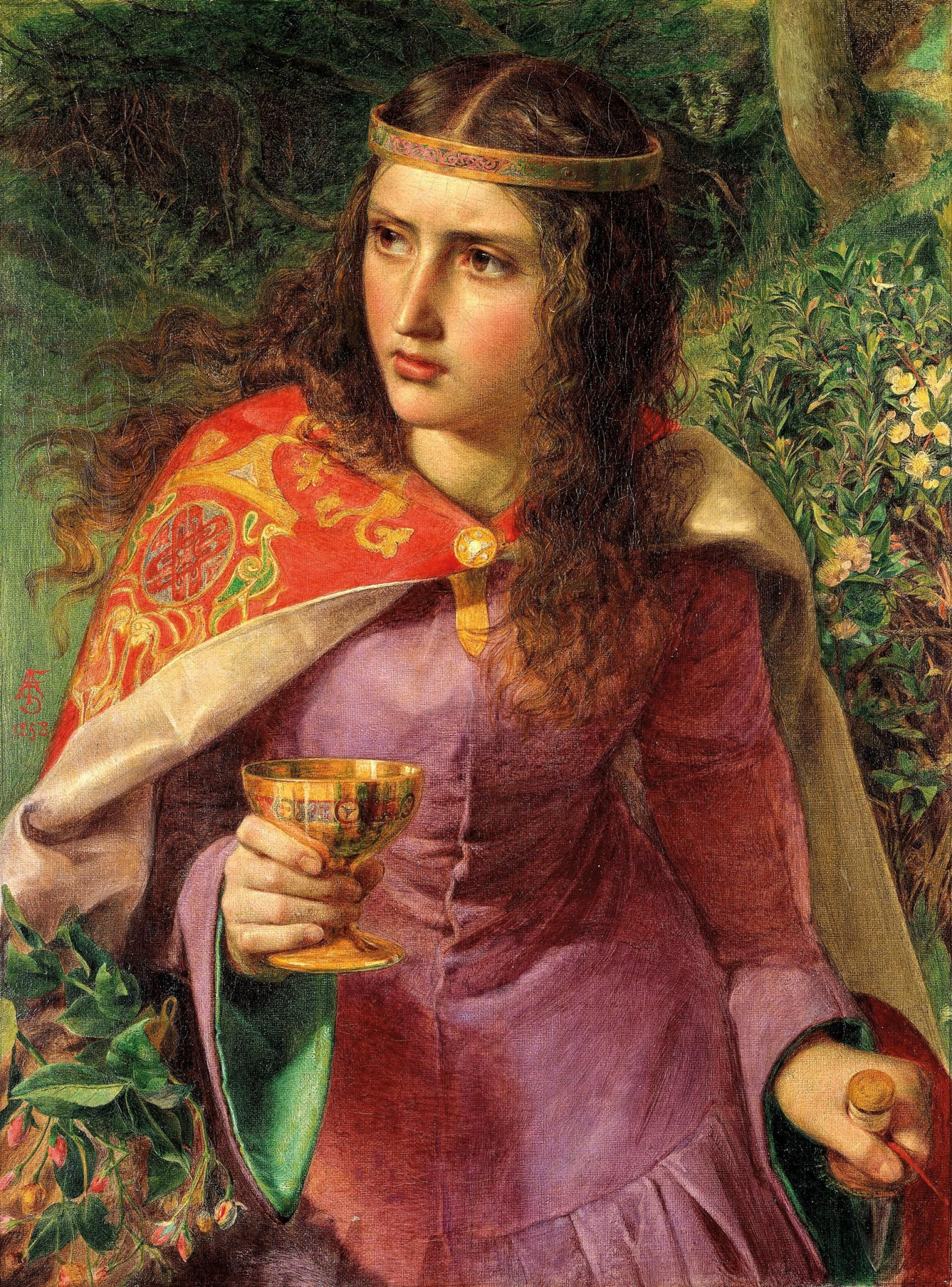
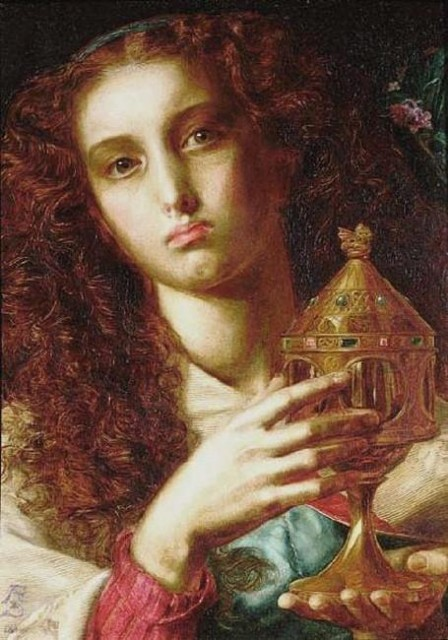
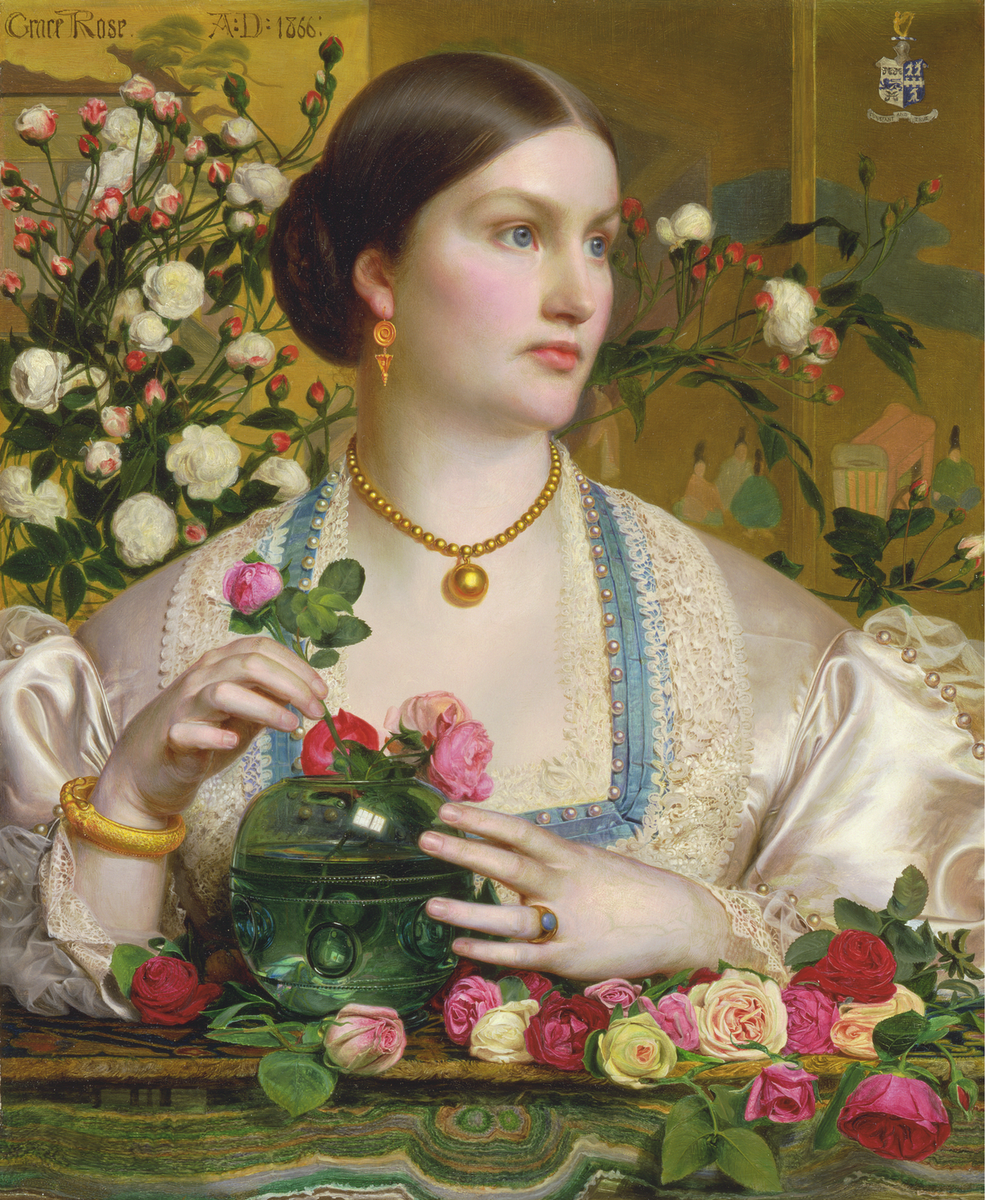
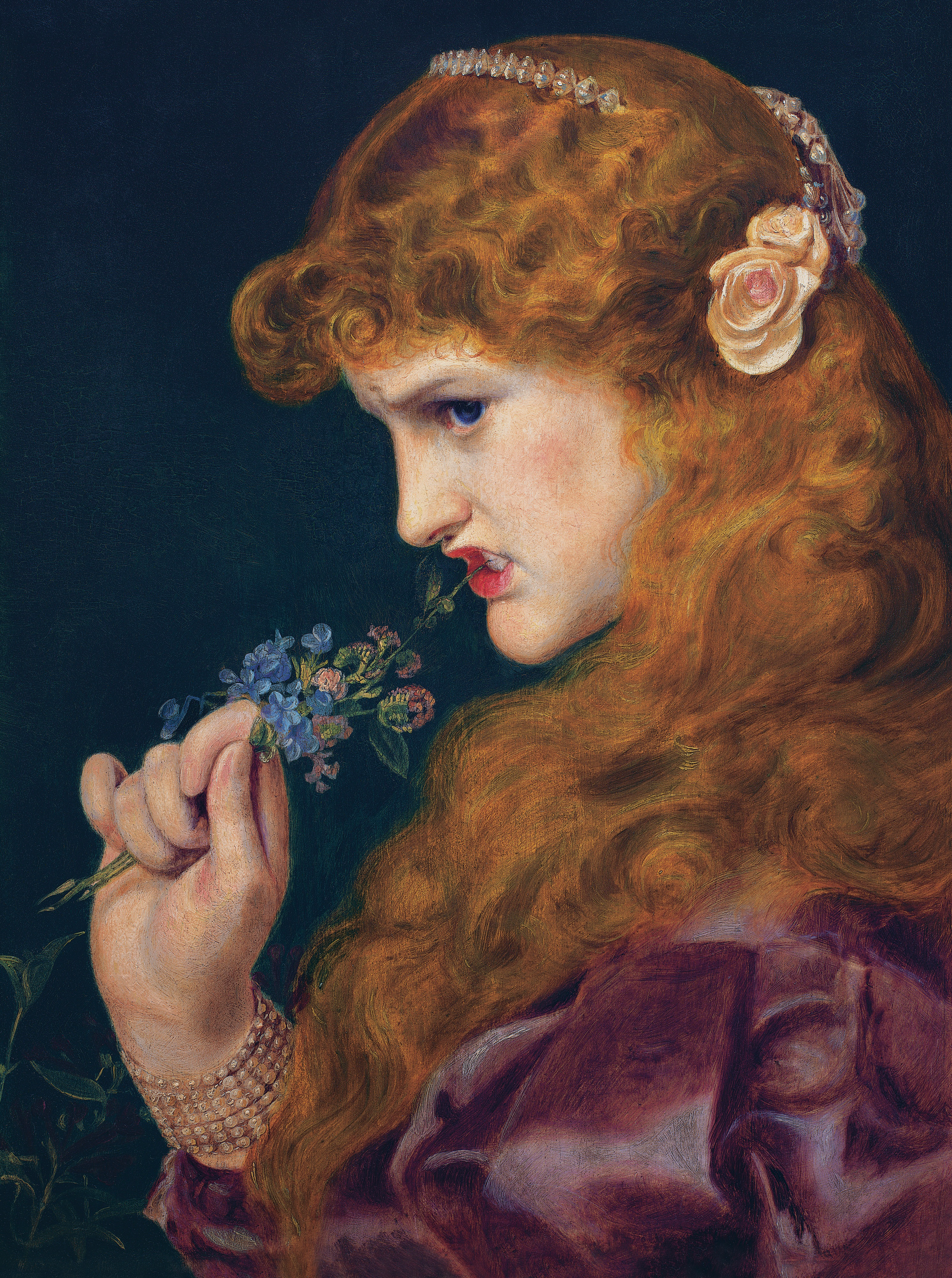
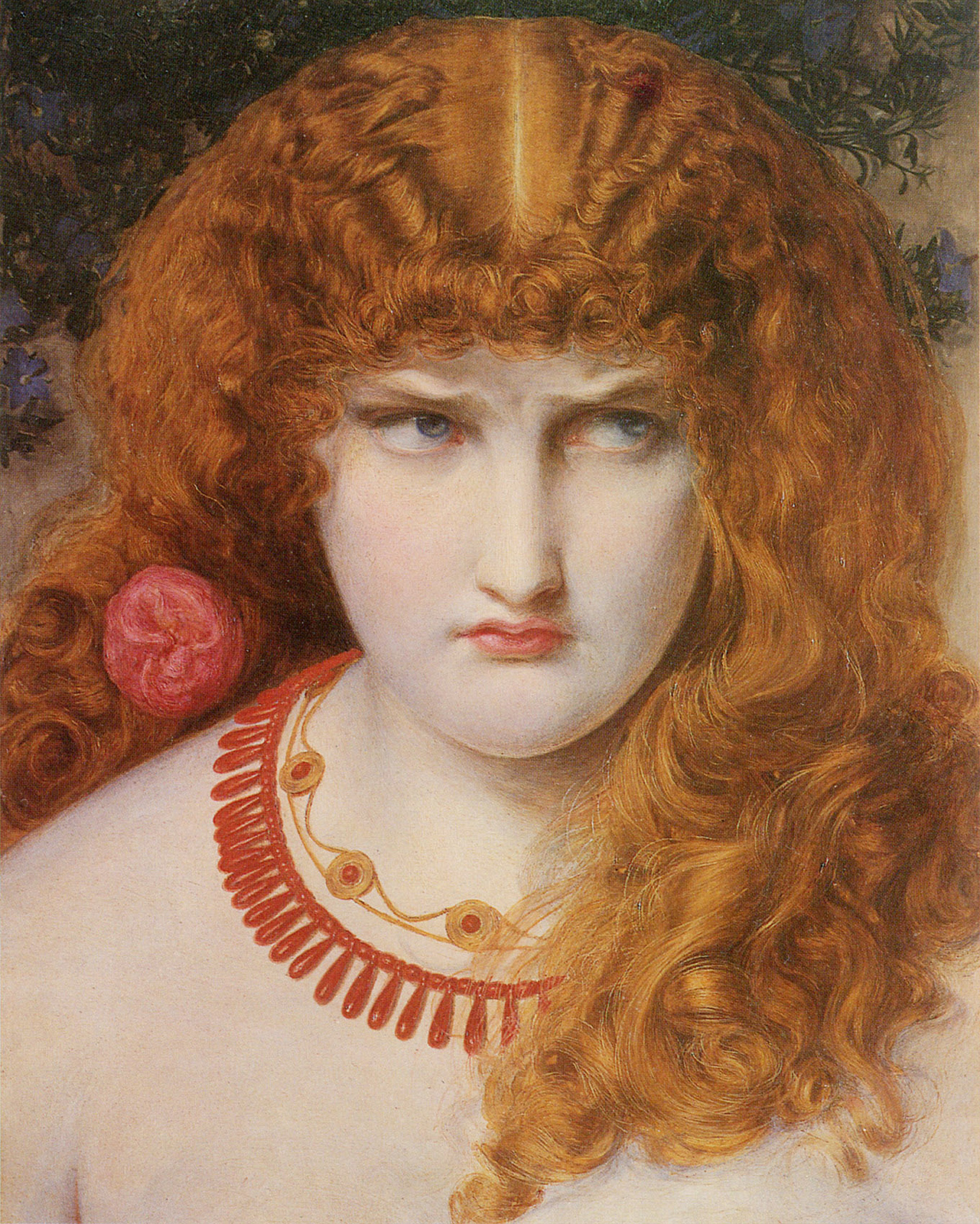
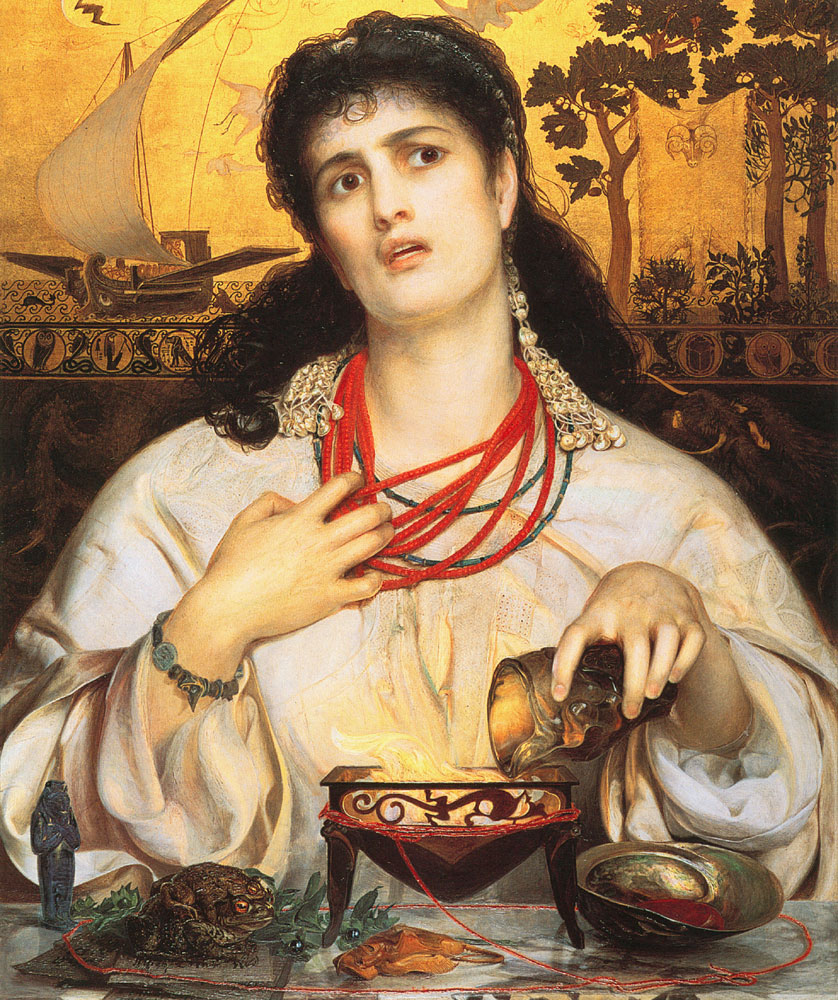